# Time Out (TV-serie)
Time Out är en svensk TV-serie i fem delar från 1982, regisserad av Hans Dahlberg och skriven av Stig Malmberg. I rollerna ses bland andra Peter Malmsjö, Krister Hell och Benny Haag.

## Rollista
- Peter Malmsjö – Johan
- Krister Hell – Rikard
- Benny Haag – Peter
- Urban Malmberg – Nalle
- Helena Bergström – Lena
- Joachim Bågedahl – Mattias
- Sharon Rechnits – Karin
- Dick Nystedt – Jocke
- Kjell Bergqvist
- Lars Green
- Roland Jansson
- Carl-Ivar Nilsson
- Gunilla Nyroos
- Tord Peterson
- Larry Robinson
- Sif Ruud
- Lena Söderblom
- Torsten Wahlund
- Monica Zetterlund

## Om serien
Time Out sändes i fem trettiominutersavsnitt i TV1 mellan den 4 september och 2 oktober 1982.